# TACAM R-2
TACAM R-2 a fost un autotun folosit de Armata Română în a doua parte a celui de-al Doilea Război Mondial. Primul prototip a apărut în vara anului 1943 și purta denumirea de Tun Anticar pe Afet Mobil R-2. În total au fost produse 21 de exemplare din iulie 1943 până în iulie 1944. 

## Dezvoltare
La data intrării în război a Armatei Române dotarea acesteia era mult în urmă comparativ cu cerințele Frontului de Răsărit, având numai 2 regimente de care de luptă echipate cu 126 de tancuri Skoda R-2 și 75 de tancuri Renault R-35 mult inferioare noilor tancuri sovietice KV-1 și T-34. 
Totodată, industria de război germană nu putea face față și cerințelor tehnice ale României, noile tancuri Panzer III și Panzer IV acoperind cu greu lipsurile diviziilor germane. Mai mult decât atât, industria românească nu era suficient de dezvoltată pentru a permite fabricarea unui tanc propriu.
Dezastrul de la Cotul Donului a determinat conducerea armatei să ia masuri urgente pentru înlocuirea materialului antitanc distrus. Astfel, s-a hotărât transformarea tancurilor Skoda R-2 în tunuri antitanc autopropulsate. Proiectul a fost încredințat lt. col. Constantin Ghiulai care deja avea experiența conversiei tancurilor T-60 în tunuri antitanc mobile TACAM T-60. 

### Producția
În iulie 1943 s-a început lucrul la conversia tancurilor R-2 la Atelierele Leonida, unde au fost transformați și vânătorii de tancuri TACAM T-60. Piesa de artilerie aleasă era tunul antitanc sovietic de calibru 76,2 mm tip F-22 USV, model 1939. Șasiul tancului a fost modificat nesemnificativ, fiindu-i îndepărtată turela și plafonul cutiei blindate. În interior a apărut o placă metalică suplimentară pentru susținerea tunului, iar plafonul cutiei blindate a fost înlocuit cu o cutie blindată formată din plăci de oțel cu grosimi de 10-17 mm, provenite de la tancuri de captură T-26, BT-7 și T-60. Optica era de proveniență românească - Aparatul de ochire model Septilici. 

### Testări și caracteristici

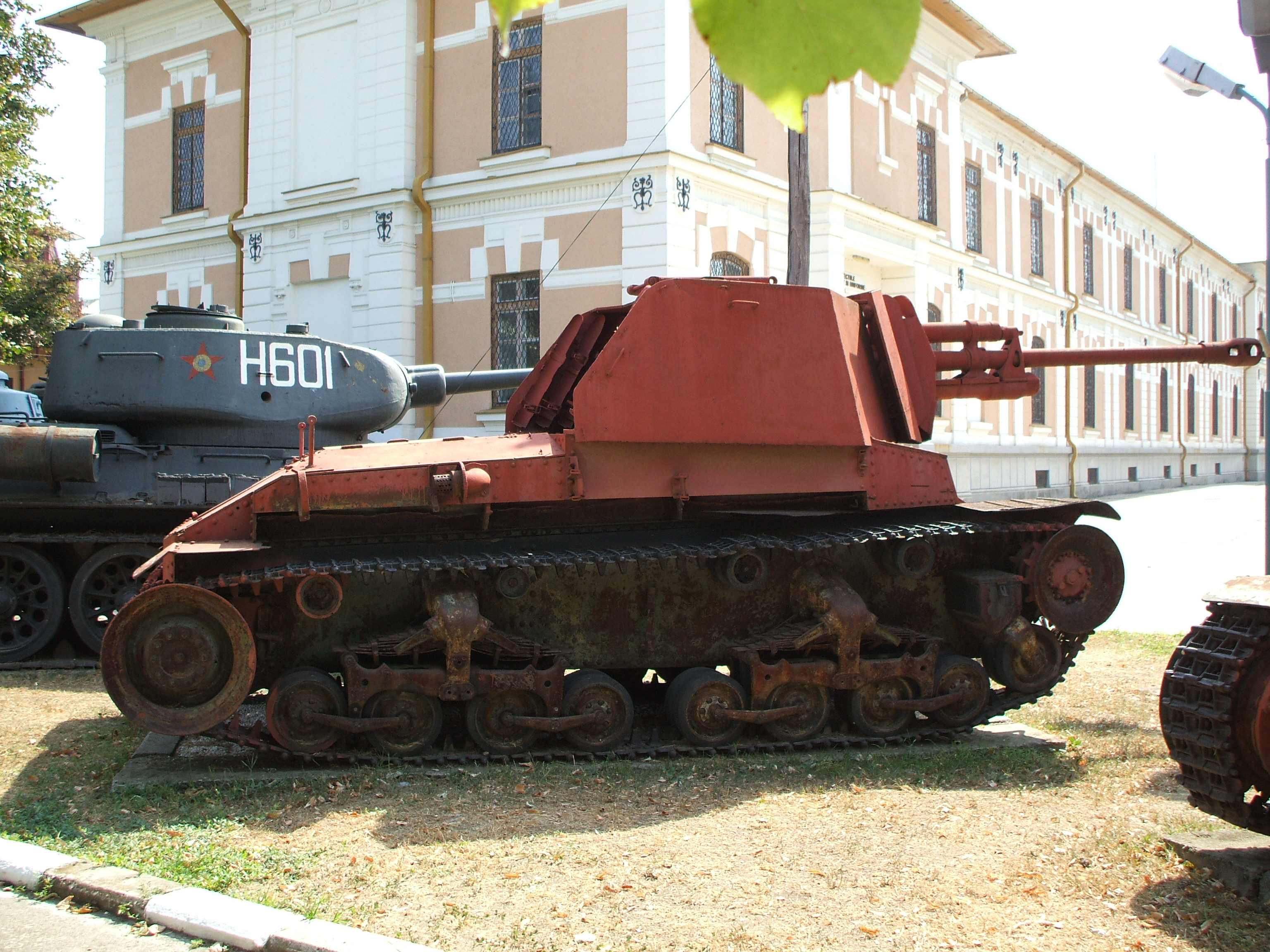
Înălțimea vânătorului de tancuri TACAM R-2 în comparație cu tancul T-34/85 (în spate), principalul său adversar în vara anului 1944.

În septembrie 1943 prototipul a fost trimis spre evaluare în poligonul de la Sudiți lângă 
Slobozia. În urma testelor a fost apreciată buna fixare a tunului, spațiul interior satisfăcător ce permitea depozitarea muniției și mișcarea echipajului și o protecție rezonabilă a echipajului. Aspectul negativ al proiectului era dat de profilul prea înalt al vehiculului, fapt care ducea la scăderea posibilităților de mascare în teren. 
În urma testelor s-a dispus ca 20 de tancuri R-2 să fie modificate, urmând ca până la sfârșitul anului 1944 comanda să fie extinsă la 40 de exemplare. Acest lucru a fost posibil și datorită faptului că la începutul anului 1944 au început să sosească în țară tancurile Panzer IV și tunurile de asalt autopropulsate StuG IIIG care urmau să înlocuiască demodatele tancuri Skoda în cadrul diviziilor blindate. Până în iunie 1944 cele 20 de tunuri antitanc mobile au fost realizate, iar 7 dintre acestea au fost trimise în poligonul Dadilov pentru testare în condiții de luptă. La aceste teste s-a constatat că tunul putea străpunge blindajul unui tanc sovietic T-34 de la 500 m, însă peste această distanță tirul devenea imprecis, având totuși o grupare foarte bună până la 3000 m. Ca deficiențe s-au constatat următoarele: înălțimea vehiculului nu permitea mascarea eficientă în teren, nu permitea traversarea unor șanțuri adânci, piesa de artilerie se manevra greoi, iar aparatura optică era deficitară, fapt ce ducea la rezultate slabe de tragere la distanțe de peste 500 m. Cu această ocazie s-a dispus înlocuirea vechiului tun cu tunul ZIS-3 model 1941, de același calibru, montarea unei unități de comunicație radio și suplimentarea rastelurilor pentru muniție. Restul de 20 de tancuri nu au mai fost modificate, decizia fiind luată la 22 iulie 1944 de către Comandamentul Trupelor Motomecanizate, acesta urmând a fi supuse unor studii în vederea montării tunului antitanc Reșița de calibrul 75 mm sau chiar a tunului Rheinmetall calibrul 88 mm sau transformarea acestora în tancuri aruncătoare de flăcări.

## Utilizare în luptă
În luna iulie 1944, în cadrul Regimentului 1 Care de Luptă, a fost formată Compania 5 TACAM R-2 în cadrul Batalionului 2 instrucție, ulterior fiind transferate la Compania 63 Antitanc. Acestea au luat parte efectiv la luptele pentru eliberarea teritoriului României. Ulterior, în urma deciziei sovieticilor de a desființa Divizia 1 Blindată, celelalte 6 TACAM R-2 rămase în stare de funcționare au fost transferate Regimentului 2 Care de Luptă, regiment care a luat parte la eliberarea Ungariei și Austriei. 
A supraviețuit războiului un singur exemplar, acesta fiind expus astăzi la Muzeul Militar Național din București.